# Walter Schirra
Walter Marty Schirra Jr. (Hackensack, 12 de março de 1923 – San Diego, 3 de maio de 2007) foi um aviador naval, piloto de teste e astronauta norte-americano, o primeiro humano a viajar ao espaço em três ocasiões diferentes. Ele nasceu e cresceu em Nova Jérsei e alistou-se na Marinha dos Estados Unidos após o Ataque a Pearl Harbor, formando-se em 1945 e participando dos últimos meses da Segunda Guerra Mundial. Schirra conseguiu seu certificado de piloto em 1948 e lutou na Guerra da Coreia. Depois disso tornou-se um piloto de teste, o que lhe permitiu ganhar experiência de voo em aeronaves de última geração.
Ele foi selecionado em 1959 como parte do Grupo 1 de Astronautas da NASA, trabalhando nos projetos de suporte de vida, do traje espacial e da cápsula espacial do Projeto Mercury. Fez seu primeiro voo espacial em outubro de 1962 na Mercury-Atlas 8, uma missão orbital de pouco mais de nove horas de duração. Schirra continuou treinando como astronauta e voltou ao espaço em dezembro de 1965 na Gemini VI-A, parte do Projeto Gemini. Em seguida foi designado para o Programa Apollo, voando por dez dias em outubro de 1968 a bordo da Apollo 7. Ele se aposentou da NASA e da Marinha em julho de 1969.
Schirra, depois disso, tornou-se consultor espacial da emissora CBS, cobrindo todas as alunissagens do Programa Apollo ao vivo como comentarista televisivo junto com Walter Cronkite. Deixou a CBS em 1975 e foi presidente ou executivo de diversas companhias diferentes pelas décadas seguintes. Ele também co-escreveu cinco livros que falavam da sua biografia, do programa espacial dos Estados Unidos e da história da aviação naval norte-americana. Schirra morreu em 2007 de um enfarto enquanto era tratado de um câncer estomacal. Seus restos mortais foram cremados e suas cinzas espalhadas no mar.

## Infância
Walter Marty Schirra Jr. nasceu no dia 12 de março de 1923 na cidade de Hackensack, Nova Jérsei, Estados Unidos. Seus avós paternos eram oriundos da Baviera e da Suíça e originalmente tinham ascendência italiana, especificamente da comuna de Ghilarza na Sardenha. Seu pai era Walter M. Schirra Sr., que tinha nascido na Filadélfia, Pensilvânia, porém lutou na Primeira Guerra Mundial como piloto de bombardeiro e reconhecimento junto com a Força Aérea Canadense. Depois da guerra ele passou a se apresentar regularmente como piloto de acrobacias em feiras locais do estado. A mãe de Schirra era Florence Shillito Leach, que costumava acompanhar o marido em suas viagens de apresentação e realizava acrobacias caminhando em sua asa.
Schirra cresceu em Oradell, Nova Jérsei, onde estudou na Escola Superior Dwight Morrow e foi Primeira Classe da Tropa 36 dos Escoteiros. Ele se formou na Dwight Morrow em 1940 e foi estudar no Colégio Newark de Engenharia, onde envolveu-se com a fraternidade Sigma Pi e com o Corpo de Treinamento de Oficiais da Reserva das Forças Armadas. Schirra decidiu candidatar-se para uma academia militar depois do Ataque a Pearl Harbor em dezembro de 1941. Seu pai o encorajou a entrar na Academia Militar de West Point, porém ele decidiu por se alistar na Academia Naval dos Estados Unidos. O curso da academia fora encurtado de quatro anos para três por causa da Segunda Guerra Mundial, de forma que Schirra se formou em 1945.

## Marinha

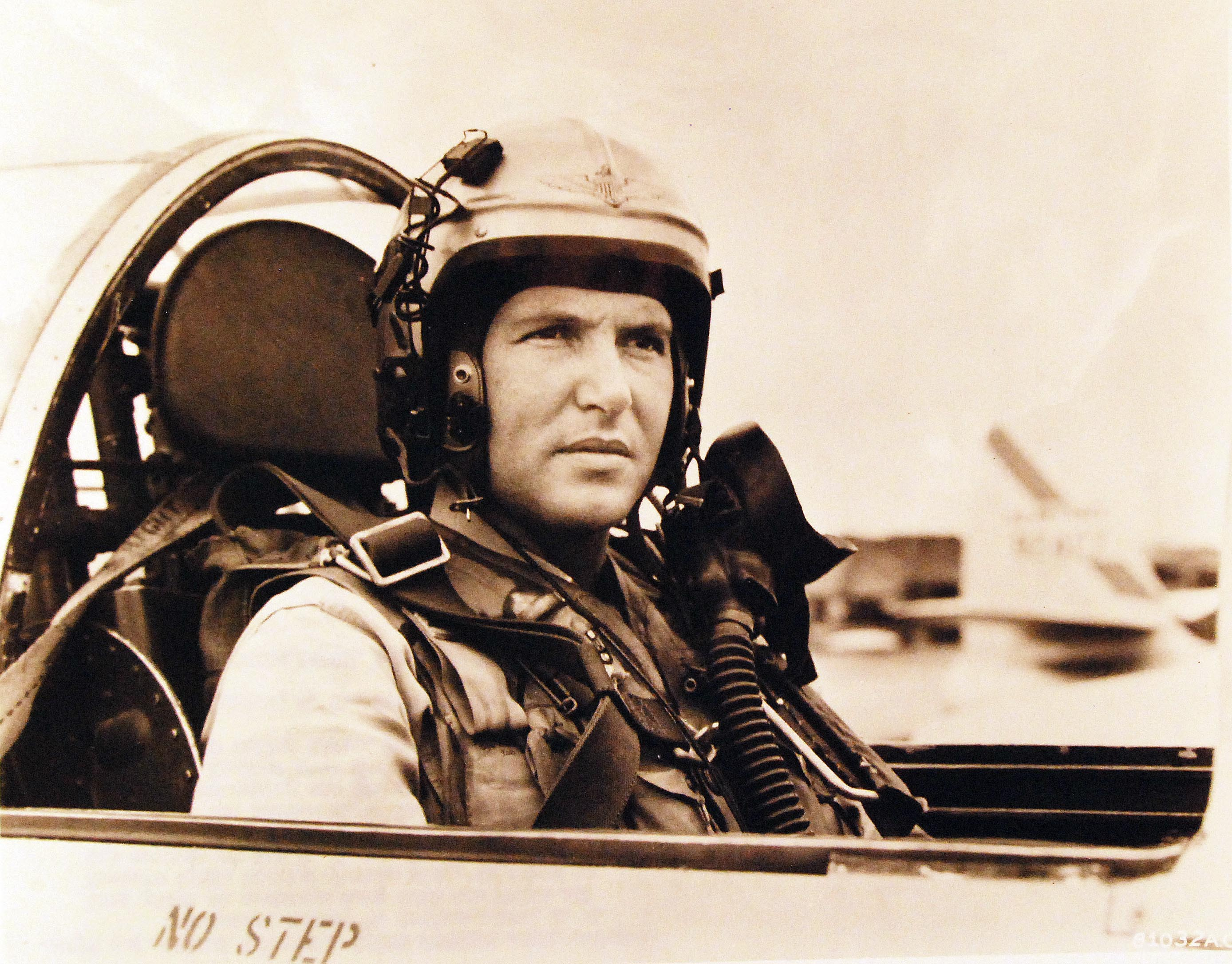
Schirra na cabine de um Thunderjet durante seu serviço na Guerra da Coreia

Schirra foi comissionado alferes da Marinha dos Estados Unidos em 1945, logo depois de se formar. Ele serviu durante os últimos meses da Segunda Guerra Mundial a bordo do cruzador de batalha USS Alaska. Voltou para os Estados Unidos após a Rendição do Japão e o Alaska foi descomissionado pouco depois. Schirra foi transferido para Qingdao na China e designado para o navio anfíbio de comando USS Estes. Ao retornar da China começou a treinar como aviador naval na Estação Aeronaval de Pensacola na Flórida. Schirra tinha começado a namorar Josephine Cook Fraser logo depois de ter-se formado na Academia Naval. Os dois se casaram em 23 de fevereiro de 1946 e tiveram dois filhos: Walter em 1950 e Suzanne em 1957.
Ele completou seu treinamento em 1948 e recebeu seu certificado de piloto, juntando-se ao Esquadrão de Caças 71 na Estação de Guarda Aeronaval de Quonset Point em Rhode Island. Durante anos ele pilotou um Grumman F8F Bearcat, depois fazendo um treinamento no avião a jato Lockheed P-80 Shooting Star em preparação para transição que seu esquadrão passaria a fim de pilotarem o Grumman F9F Panther. Schirra foi transferido para o porta-aviões USS Midway no Mar Mediterrâneo depois do início da Guerra da Coreia em junho de 1950. Ele se candidatou a um programa de intercâmbio com a Força Aérea com o objetivo de ganhar experiência de combate, sendo selecionado e passando a pilotar um Republic F-84 Thunderjet.
Schirra foi inicialmente designado para o 154º Esquadrão de Caças-Bombardeiros. Esta força de combate ficava baseada na Base Aérea de Itazuke no Japão, de onde decolava para missões sobre a Coreia do Sul. O esquadrão foi transferido para uma base em Daegu na Coreia à medida que as forças norte-americanas foram avançando para o norte. Ele lutou no decorrer de oito meses em noventa missões de combate, abatendo dois Mikoyan-Gurevich MiG-15 inimigos.
Ele tornou-se um piloto de teste na Estação Aeronaval de Armas de China Lake na Califórnia depois de retornar da Coreia. Schirra testou vários sistemas de armamentos, no processo sendo o primeiro piloto do mundo a voar e disparar um míssil AIM-9 Sidewinder. Depois disso foi designado para a Estação Aeronaval de Miramar, também na Califórnia, a fim de testar o Vought F7U Cutlass, o novo avião a jato da Marinha. Em seguida foi para a Estação Aeronaval de Moffett para iniciar treinamentos de transição no Cutlass e depois no McDonnell F3H Demon. Schirra realizou uma viagem de serviço na Ásia a bordo do porta-aviões USS Lexington e depois passou por treinamentos de segurança na aviação que foram realizados junto com a Universidade do Sul da Califórnia, sendo aceito em 1958 na Escola de Pilotos de Teste Navais.
Schirra foi membro da Classe 20 da Escola de Pilotos de Teste Navais, junto com os futuros companheiros astronautas Jim Lovell e Pete Conrad, onde aprendeu a voar várias aeronaves, incluindo o Douglas F4D Skyray, o Grumman F-11 Tiger e o Vought F-8 Crusader. Depois de se formar foi para a Estação Aeronaval de Patuxent River em Maryland, onde testou o McDonnell Douglas F-4 Phantom II para determinar se o avião poderia se tornar uma aeronave de porta-aviões.

## Astronauta

### Mercury

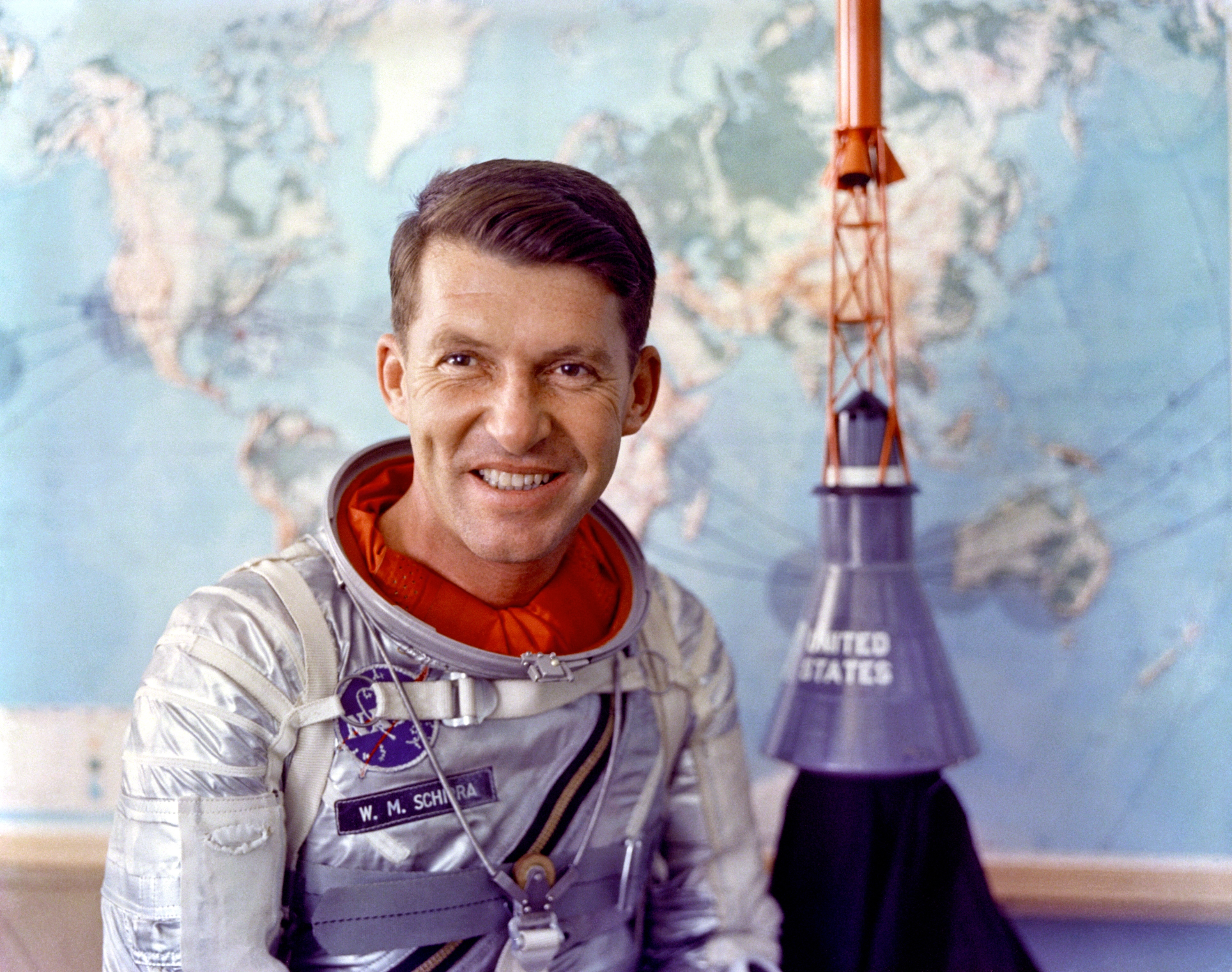
Schirra junto com um modelo da nave Mercury em outubro de 1962.

Schirra foi em fevereiro de 1959 um de 110 pilotos de teste considerados candidatos a astronautas para o Projeto Mercury, o primeiro programa espacial da Administração Nacional da Aeronáutica e Espaço (NASA). Ele acabou escolhido como um dos sete astronautas originais selecionados em abril de 1959. As áreas de responsabilidade de Schirra durante o desenvolvimento do projeto foram os sistemas de suporte de vida e a pressurização do traje espacial. Ele também trabalhou ao lado de John Glenn no projeto da capsula da espaçonave Mercury. Ele e Scott Carpenter voaram aviões de perseguição Convair F-106 Delta Dart durante a missão suborbital Mercury-Redstone 3 de Alan Shepard em maio de 1961. Schirra fora inicialmente designado como o reserva de Donald Slayton para a missão Mercury-Atlas 7, porém foi Carpenter quem assumiu a posição de principal depois de Slayton ter sido retirado por problemas de saúde. Schirra em vez disso foi designado como o principal do voo seguinte, a Mercury-Atlas 8.
A missão decolou na manhã de 3 de outubro de 1962, com Schirra a bordo da espaçonave que nomeou de Sigma 7. A nave chegou em órbita depois de um pequeno desvio de trajetória durante o voo. Em seguida Schirra manobrou e posicionou a nave manualmente através do sistema de controle de reação. A NASA focou-se mais nos fatores humano e de engenharia na operação manual da capsula depois dos problemas de navegação enfrentados por Carpenter na Mercury-Atlas 7. Schirra relatou que as temperaturas estavam subindo, chegando em 32 graus Celsius, até finalmente conseguir ajustar manualmente o resfriamento do seu traje. Depois disso testou sua capacidade de usar os controles em um ambiente de gravidade zero. Durante toda a missão ele também demonstrou sua capacidade de servir como reserva dos controles automáticos e voar a nave manualmente. Schirra alinhou a Sigma 7 sobre a África depois de seis órbitas e acionou os motores para levá-lo de volta para a superfície. A nave amerrissou oito quilômetros de distância do porta-aviões USS Kearsarge no Oceano Pacífico. A capsula foi içada para o convés e Schirra acionou a escotilha explosiva para poder sair, machucando-se no processo, o que provou que seu companheiro Gus Grissom não tinha aberto sua escotilha intencionalmente na missão Mercury-Redstone 4. Schirra voltou para os Estados Unidos e ele e sua família foram recepcionados pelo presidente John F. Kennedy na Casa Branca em 16 de outubro.

### Gemini

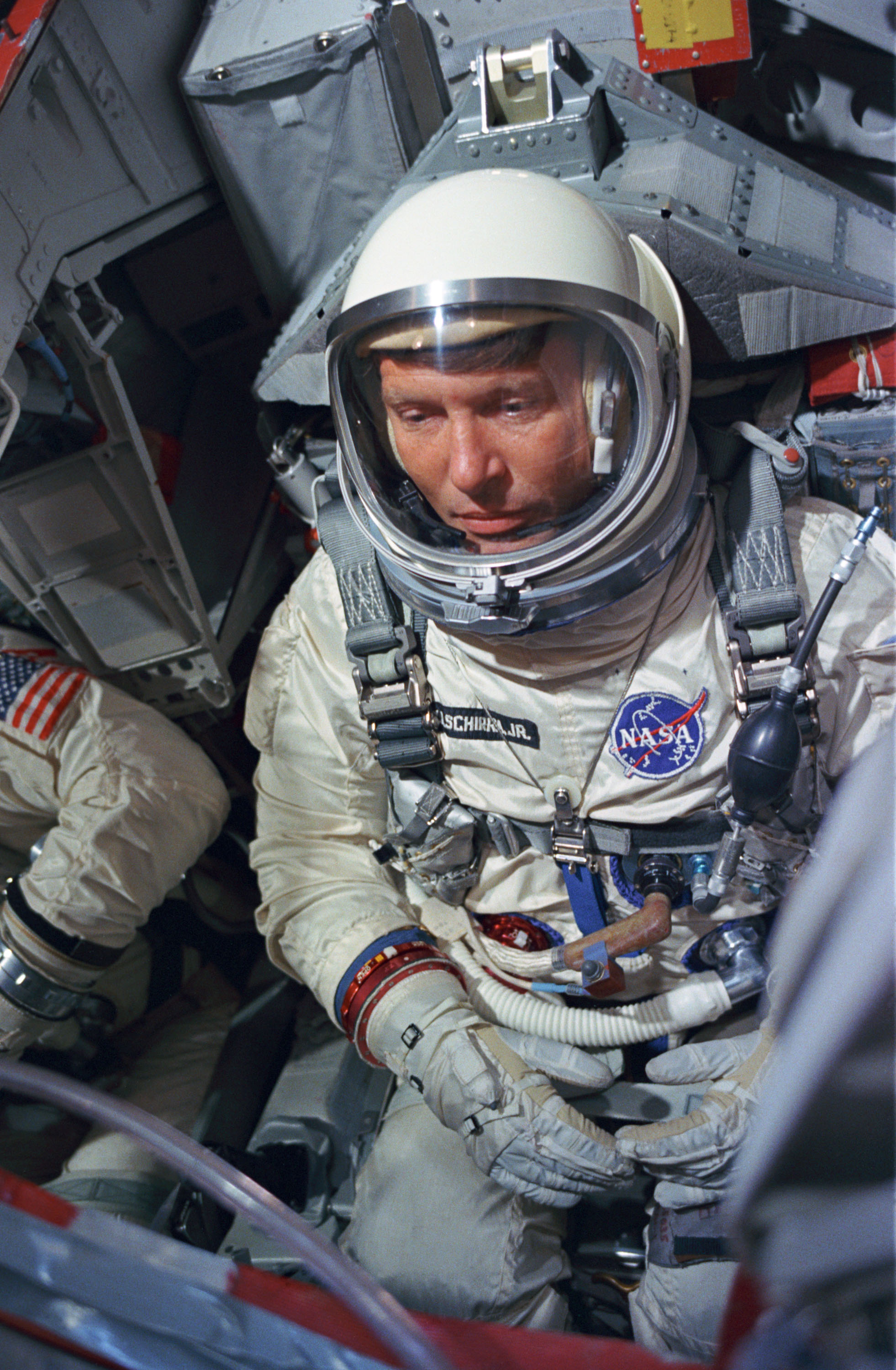
Schirra em dezembro de 1965 nos treinamentos para a Gemini VI-A.

Shepard fora designado para o comando da Gemini III, a primeira missão tripulada do Programa Gemini, tendo Thomas Stafford como seu companheiro, porém os dois foram substituídos pela tripulação reserva composta por Grissom e John Young depois de Shepard ter sido diagnosticado com doença de Ménière. Schirra entrou como o comandante reserva da Gemini III junto com Stafford e, pela rotação normal, ambos foram designados como a tripulação principal da Gemini VI. O objetivo original da missão era realizar o primeiro acoplamento orbital com o Veículo Alvo Agena, porém este explodiu após o lançamento em 25 de outubro de 1965 enquanto Schirra e Stafford estava dentro de sua espaçonave esperando por sua vez de lançar. Os administradores da NASA decidiram revisar a missão em vez de esperar pela chegada de um substituto do Agena, chamando-a de Gemini VI-A e fazendo-a encontrar no espaço com a Gemini VII, que seria voada por Frank Borman e Lovell.
A Gemini VII decolou em 4 de dezembro de 1965 para sua missão de duas semanas. A Gemini VI-A seria lançada em 12 de dezembro, porém seus motores pararam de funcionar menos de dois segundos depois da ignição. Os protocolos de segurança exigiam que os astronautas ejetassem da capsula espacial caso ocorresse uma falha no motor, porém Schirra escolheu não acionar os ejetores, salvando os dois astronautas de ferimentos e mais atrasos ou cancelamento da missão. A Gemini VI-A decolou com sucesso no dia 15 e encontrou-se com a Gemini VII em órbita depois de cinco horas. As duas naves manobraram juntas e chegaram a ficar a trinta centímetros de distância uma da outra, permanecendo próximas por horas. Pouco depois, Schirra pregou uma peça nos controladores de voo, primeiro ao anunciar um falso avistamento de um objeto voador não identificado (implicando ser o Papai Noel) e em seguida ao tocar "Jingle Bells" em uma gaita enquanto Stafford tocava sinos de trenó. A Gemini VI-A voltou para a Terra no dia seguinte e os astronautas foram resgatados no Oceano Atlântico pelo porta-aviões USS Wasp.

### Apollo
Schirra foi designado em meados de 1966 para comandar a segunda missão tripulada do Programa Apollo junto com Donn Eisele e Walter Cunningham. Seria o segundo teste tripulado do Módulo de Comando e Serviço, objetivos praticamente idênticos da Apollo 1; ele era contra uma missão repetida. Sua tripulação foi designada como a reserva de Grissom, Edward White e Roger Chaffee. A equipe de Schirra realizou testes no Módulo de Comando em 26 de janeiro de 1967, porém no dia seguinte a tripulação de Grissom morreu em um incêndio dentro do módulo. Dessa forma, Schirra, Eisele e Cunningham tornaram-se a tripulação principal da primeira missão tripulada do Programa Apollo. Esta tornou-se a Apollo 7 em um esquema alterado de numeração e foi adiada até o final de 1968 para que modificações de segurança fossem implementadas.

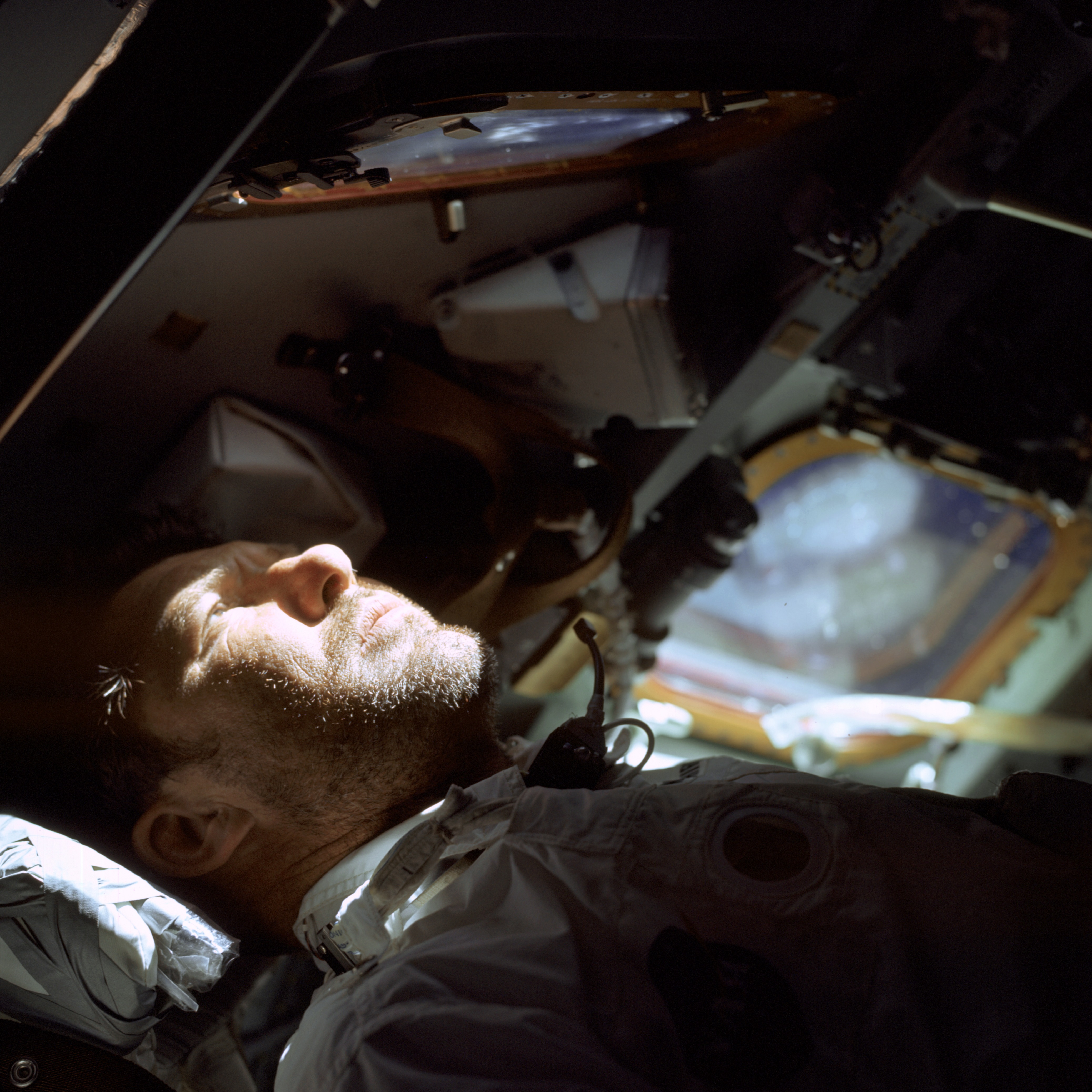
Schirra no espaço a bordo da Apollo 7 em 19 de outubro de 1968.

Schirra tinha adquirido um senso de confiança ao ter o alemão Günter Wendt, um funcionário da McDonnell Aircraft, como o líder da plataforma de lançamento responsável pela preparação das espaçonaves. A McDonnell tinha sido a construtora das capsulas Mercury e Gemini, porém o contrato para Apollo tinha sido entregue para a North American Rockwell, assim Wendt não mais desempenhava a função. Schirra, após o incêndio da Apollo 1, afirmou que não queria outra pessoa além de Wendt para ser o líder de plataforma para a Apollo 7. Ele conseguiu convencer Slayton, agora o Diretor de Operações de Tripulações de Voo da NASA, e Bastian Hello, gerente de operações da North American, a contratarem Wendt. Este permaneceu no posto de líder de plataforma pelo restante do Programa Apollo, durante o Programa Skylab e até meados do Programa do Ônibus Espacial até se aposentar em 1989.
A Apollo 7 foi lançada em 11 de outubro de 1968, fazendo de Schirra a primeira pessoa a viajar para o espaço três vezes e o único astronauta a voar nos programas Mercury, Gemini e Apollo. A espaçonave realizou um encontro espacial e manobras de exercício junto ao estágio S-IVB do foguete Saturno IB a fim de simular a recuperação do Módulo Lunar Apollo, além de testar vários sistemas. Os três astronautas fizeram no segundo dia a primeira transmissão televisiva aberta do espaço. Schirra adoeceu com um resfriado durante a missão, passando a doença para Eisele. Ele antecipou problemas de congestão dentro do traje espacial selado e pediu permissão do Centro de Controle da Missão para que a reentrada fosse feita sem capacetes. Isto foi negado, porém Schirra, Eisele e Cunningham realizaram a reentrada sem capacetes mesmo assim. A Apollo 7 voltou para a Terra em 22 de outubro de 1968.
Os três astronautas, acompanhados por suas famílias, foram condecorados com a Medalha de Serviço Excepcional da NASA pelo presidente Lyndon B. Johnson após seu retorno para a Terra. Era comum que tripulações recebessem a Medalha de Serviço Distinto da NASA depois de suas viagens espaciais, porém a agência decidiu condecorá-los com uma medalha inferior devido alguns problemas de temperamento de Schirra em decorrência de seu resfriado e o estresse da missão; foi apenas em outubro de 2008 que a NASA condecorou os três astronautas com a Medalha de Serviço Distinto por seu desempenho na Apollo 7, Schirra e Eisele postumamente. Eles também fizeram uma aparição televisiva especial ao lado do apresentador Bob Hope e da atriz Barbara Eden. Schirra tinha tomado a decisão de se aposentar da NASA e da Marinha antes da Apollo 7. Seu último dever antes da aposentadoria foi investigar o acidente que Neil Armstrong teve com Veículo de Pesquisa de Alunissagem em maio de 1968, que ele atribuiu a uma falha mecânica e recomendou a suspensão dos treinamentos na máquina. Schirra se aposentou oficialmente em 1º de julho de 1969.

## Após a NASA

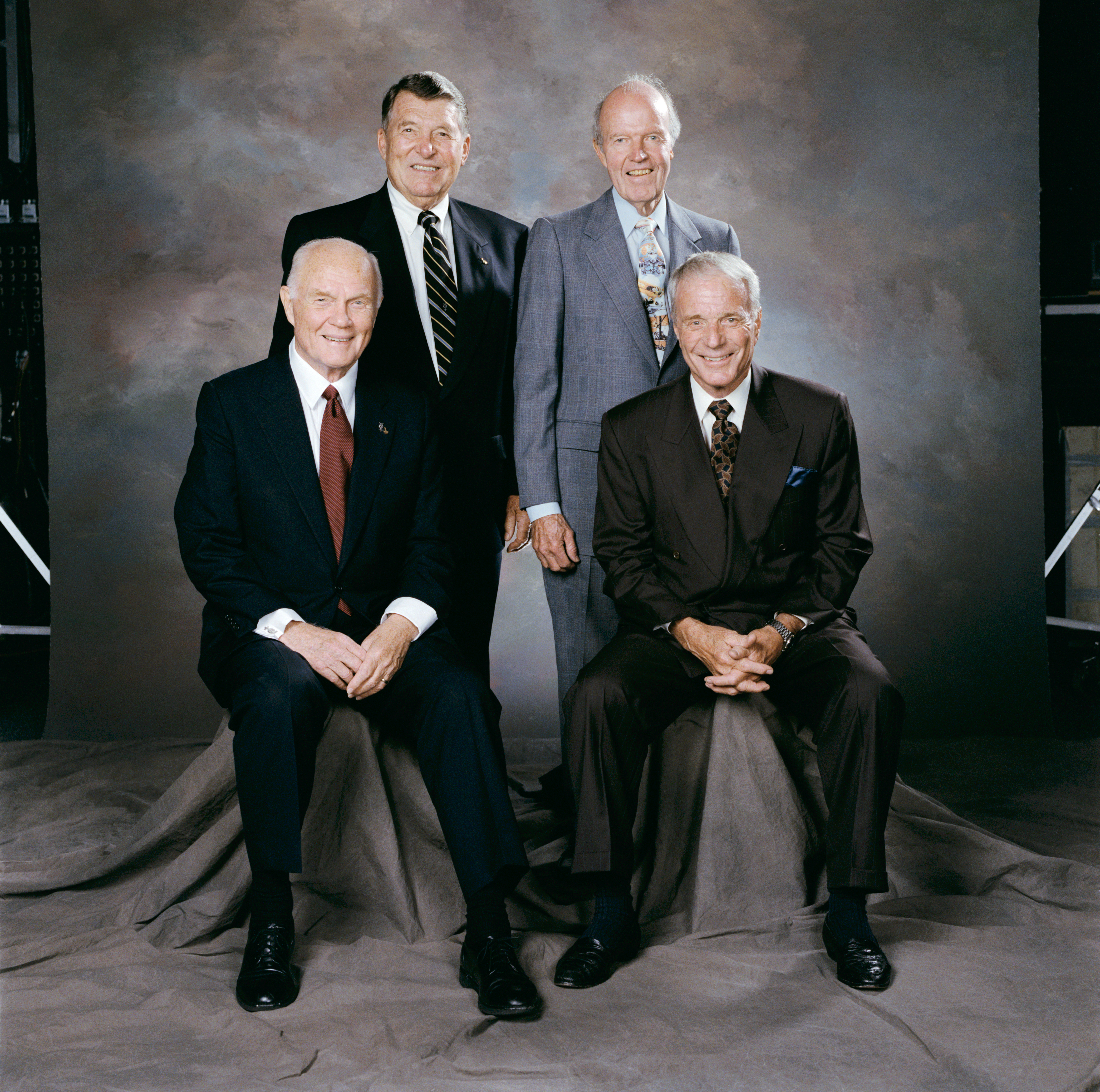
Glenn, Schirra, Gordon Cooper e Carpenter em agosto de 1998.

Schirra foi contratado como consultor espacial da CBS logo depois de deixar a NASA, atuando nessa capacidade até 1975. Ele esteve ao lado do apresentador Walter Cronkite como co-âncora das coberturas da emissora de todas as seis alunissagens do Programa Apollo, começando com a Apollo 11, em que teve a companhia do autor Arthur C. Clarke, e incluindo a mal-sucedida Apollo 13. Ainda na televisão, ele serviu de garoto propaganda do remédio Actifed, que era composto por uma combinação do descongestionante pseudoefedrina e do anti-histamínico triprolidina, o mesmo remédio que tinha tomado para seu resfriado durante a Apollo 7. Sua escolha para estrelar o comercial foi deliberadamente feita baseada na notoriedade de sua doença durante o voo.
Ele se tornou presidente e diretor da companhia financeira e de arrendamento Regency Investors pouco depois de deixar a NASA. Schirra saiu da Regency com o objetivo de formar Environmental Control Company, servindo como seu presidente e diretor executivo entre 1970 e 1973. A empresa se fundiu em 1973 com a SERNCO; ele inicialmente ficou como vice-presidente, porém no mesmo ano foi eleito presidente do conselho diretivo. Também trabalhou no desenvolvimento de um oleoduto no Alaska, e foi membro do conselho consultivo do Serviço Nacional de Parques dentro do Departamento do Interior dos Estados Unidos de 1973 a 1985.
Schirra fundou a Schirra Enterprises em janeiro de 1979 e atuou como consultor até o ano seguinte. Também trabalhou no consulado belga do Colorado e Novo México de 1971 a 1984, servindo nos conselhos administrativos de várias corporações como Electromedics, Finalco, Kimberly-Clark, Net Air International, Rocky Mountain Airlines e Johns-Manville. Além disso, foi presidente da companhia de desenvolvimento de energia Prometheus entre 1980 e 1981. Schirra, os astronautas sobreviventes do Grupo 1 e Betty Grissom, viúva de Gus Grissom, estabeleceram em 1984 a Fundação Sete da Mercury, hoje conhecida como Fundação de Bolsas de Estudo dos Astronautas, com o objetivo de presentear bolsas de estudo para estudantes de engenharia e ciências.
Os sete astronautas originais do Grupo 1 co-escreveram em 1962 o livro We Seven: By the Astronauts Themselves, detalhando o treinamento e desenvolvimento do Projeto Mercury. Schirra lançou sua autobiografia em 1988 intitulada Schirra's Space, co-escrita Richard N. Billings. Ele colaborou em 1995 com Barrett Tillman, Richard L. Cormier e Phil Wood no livro Wildcats to Tomcats: The Tailhook Navy, que relata a história de cinco décadas de aviação naval. Em 2005 co-escreveu com Ed Buckbee o livro The Real Space Cowboys, um relato sobre os astronautas do Grupo 1, passando por seu processo de seleção, carreiras espaciais e aposentadoria.
Schirra sofreu um enfarte agudo do miocárdio e morreu aos 84 anos de idade em 3 de maio de 2007 no Hospital Scripps Green em San Diego, Califórnia, enquanto passava por tratamentos para um câncer estomacal. Em uma entrevista que deu um mês antes de morrer, ele comentou: "Eu deixei a Terra três vezes. Não encontrei nenhum outro lugar para ir. Por favor, cuidem da Espaçonave Terra". Um serviço memorial em sua homenagem foi realizado em 22 de maio no Cemitério Nacional de Forte Rosecrans na Califórnia. Ele foi cremado e suas cinzas espalhadas no mar em 11 de fevereiro de 2008 pelo porta-aviões USS Ronald Reagan.

## Honrarias

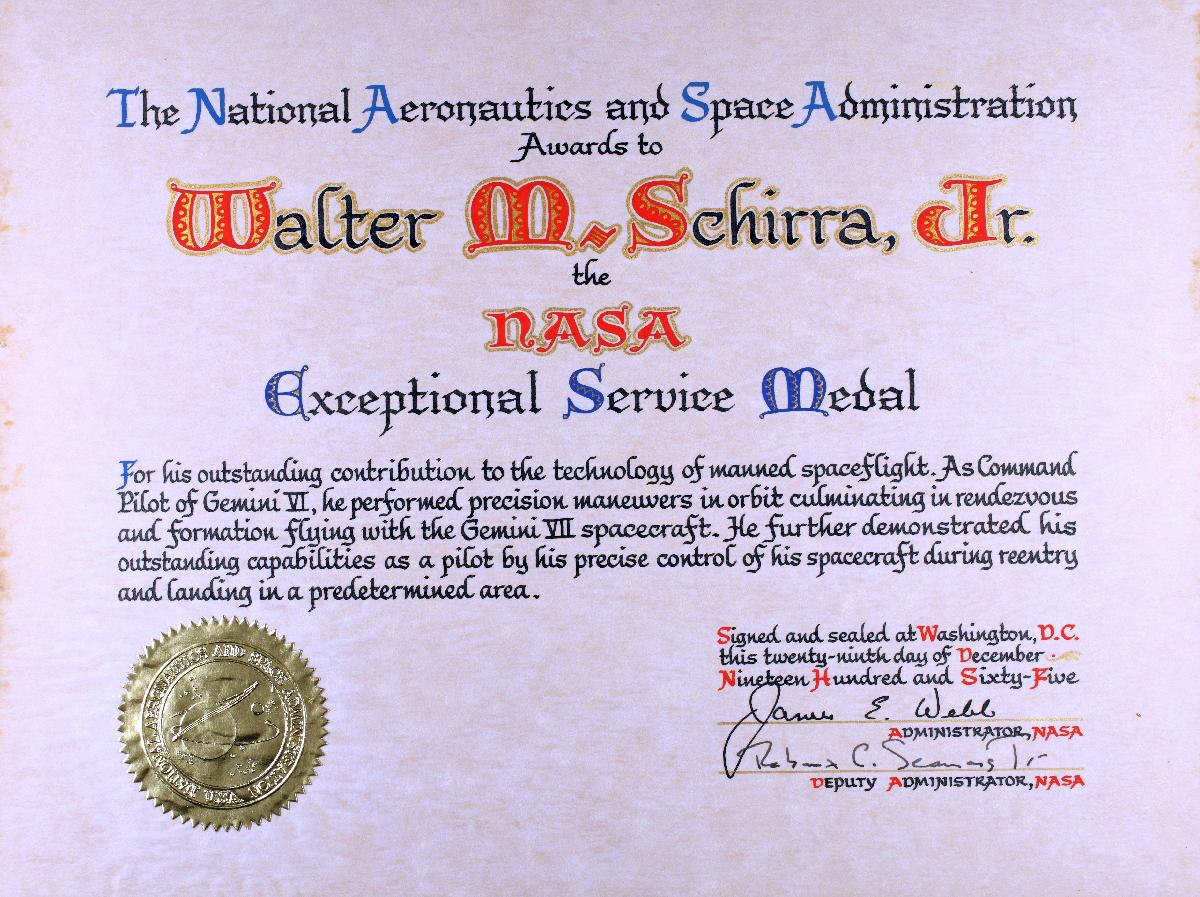
Certificado da Medalha de Serviço Excepcional da NASA entregue a Schirra por seu desempenho na Gemini VI-A.

Schirra foi condecorado com diversos prêmios e medalhas. Foi premiado três vezes com a Medalha de Serviço Distinto da NASA, duas vezes com a Medalha de Serviço Excepcional da NASA e três vezes com a Medalha do Ar da Marinha. Também recebeu a Medalha de Campanha Americana, a Medalha de Campanha Asiática–Pacífico, a Medalha de Vitória da Segunda Guerra Mundial, a Medalha de Serviço de Ocupação da Marinha, a Medalha de Serviço da China e a Medalha de Serviço Coreano. Além disso, recebeu condecorações internacionais como a Citação da Unidade Presidencial da República da Coreia, a Medalha da Coreia das Nações Unidas e a Medalha de Serviço da Guerra da Coreia. Schirra foi condecorado com as premiações civis do Prêmio do Instituto Americano de Aeronáutica e Astronáutica, o Troféu Harmon, o Prêmio Kitty Hawk e o Prêmio da Chave Dourada.
Também foi condecorado com a Medalha de Serviço Distinto da Marinha por seu comando da Apollo 7. Recebeu a Cruz de Voo Distinto por escoltar bombardeiros Boeing B-29 Superfortress durante a Guerra da Coreia, uma segunda por seu voo na Sigma 7 e uma terceira pelo comando da Gemini VI-A. Schirra era membro da Sociedade de Pilotos de Teste Experimentais e recebeu em 1963 o Prêmio Iven C. Kincheloe junto com os outros seis astronautas do Grupo 1. No mesmo ano os sete já foram premiados com o Troféu Collier; este prêmio era geralmente entregue a engenheiros e inventores, porém aviadores foram premiados desta vez.
Schirra era maçom e parte do Instituto Americano de Aeronáutica e Astronáutica, além de companheiro da Sociedade Astronáutica Americana. Recebeu doutorados científicos honoris causa da Faculdade Lafayette em engenharia astronáutica, da Universidade do Sul da Califórnia e de sua alma mater Faculdade Newark também por engenharia astronáutica. Ele foi homenageado ao entrar em vários halls da fama: o Hall da Fama Internacional do Ar & Espaço em 1970, o Hall da Fama Espacial Internacional em 1981, o Hall da Fama da Aviação Nacional em 1986, o Hall da Fama dos Astronautas dos Estados Unidos em 1990 e o Hall da Fama de Nova Jérsei em 2010. A Marinha dos Estados Unidos nomeou em março de 2009 seu novo navio de suprimentos da Classe Lewis and Clark como USNS Wally Schirra em sua homenagem, com sua viúva Josephine servindo como madrinha de batismo. Há também uma Escola Elementar Walter M. Schirra em Old Bridge, Nova Jérsei.